# 羅萬俥
羅萬俥（1898年3月22日—1963年5月15日），號半仙，臺灣南投縣埔里鎮人。出生於彰化縣鹿港鎮。
1919年日本明治大學法學科專門部畢業，1922年同校高等研究科畢業，1924年赴美國留學，1928年賓州大學政治系畢業後，回臺灣成立《臺灣民報》社，後改稱《臺灣新民報》；該刊物後改成《興南新聞》後，他擔任協理職務。他是林獻堂的門生之一。戰後被選為臺中市參議會參議長，後又被選為國民參政員。1948年當選為第一屆立法委員，並出任中國國民黨臺灣省黨部執行委員。
羅氏曾先後擔任臺灣人壽保險公司董事長、臺灣銀行常務董事、彰化銀行董事長、台灣水泥公司董事等職務。1963年赴日本參加中日合作策進會時，因腦血管阻塞病逝於東京山王病院。

## 家庭
羅萬俥父親羅金水原為商人，後在埔里購地成為地主。他一生共與3名女子結婚，較知名者為顏雲年五女顏真及林烈堂二女林碧霞。